# Kim Jong-jik
Kim Jong-jik(coreano:김종직 金宗直, 1431-1493), también conocido por su seudónimo Jumphiljae(점필재 佔畢齋), fue un erudito del neoconfucianismo coreano de los inicios de la dinastía Joseon, líder de los Sarim.

## Biografía
Nació en Miryang (provincia de Gyeongsang), en el seno de una familia de la aristocracia yangban. Pasó el jinsa, examen para el servicio civil nacional o gwageo en 1453 y el examen de más alto nivel en el 1459, tras lo que ingresó en la administración pública donde desempeñó diversas funciones ganándose el favor del rey Seongjong pero la enemistad de la facción Hungupa.
Tras su muerte, sus escritos y seguidores se convirtieron en el objetivo de la primera persecución de los Seonbi de 1498 bajo el gobierno del príncipe Yeonsangun. Entre sus estudiantes se encontraba Kim Goeng-pil, que murió en la primera purga. Más tarde su memoria fue rehabilitada y consagrada en varios Seowon, entre ellos el de Yerim (Miryang) y el Geumo (Gumi).